# Ice Machine
Ice Machine este o piesă a formației britanice Depeche Mode. Piesa a apărut pe albumul Speak and Spell, în 1981.
1. 1 2  ISWC-Net, accesat în 5 februarie 2023